# Grb Federacije Bosne i Hercegovine
Grb Federacije se sastoji iz dva polja. U gornjem polju grba nalaze se dva štitića koji simboliziraju dva naroda. Donje plavo polje grba s deset bijelih šestokrakih zvijezda predstavlja federaciju sastavljenu od deset županija.
Odlukom Ustavnog suda BiH 28. siječnja 2007. grb i zastava Federacije BiH stavljeni su izvan snage jer ne predstavljaju sva tri konstitutivna naroda u BiH.